# Wasserturm (Oedenstockach)
Der Wasserturm Oedenstockach ist ein ehemaliger Wasserturm in Oedenstockach, einem Ortsteil der oberbayerischen Gemeinde Putzbrunn im Landkreis München. Das Bauwerk ist als Baudenkmal in die Bayerische Denkmalliste eingetragen.
Der Wasserturm liegt am Kapellenplatz von Oedenstockach gegenüber der Kapelle St. Anna. Er wurde gemeinsam mit einem kleineren Anbau um 1905 errichtet. Er wurde durch einen Brunnen in zunächst 17, später 20 m Tiefe versorgt. Seine 2022 begonnene Renovierung wurde 2024 abgeschlossen. Die technische Ausstattung aus der Erbauungszeit ist weitgehend erhalten.
Der Turm hat einen nahezu quadratischen Grundriss mit einer Seitenlänge von etwa vier Metern. Er trägt ein gebrochenes Satteldach. Einige Details sind im barockisierenden Heimatstil gehalten.